# Línia de temps
Una línia de temps és un tipus de disseny gràfic que mostra unes barres llargues coincidint amb les dates i (normalment) els esdeveniments marcats en els punts on van passar. S'utilitza per mostrar els esdeveniments al llarg d'un període

## Usos de les línies de temps
Les línies de temps són d'ús freqüent en educació per ajudar els estudiants i investigadors amb la comprensió dels esdeveniments i les tendències d'un determinat aspecte.

### Història
Les cronologies són particularment útils per a l'estudi de la història , ja que transmeten una sensació de canvi en el temps. Les guerres i els moviments socials sovint es mostren com línies de temps. Les línies de temps també són útils per les biografies.
Exemples:
- Cronologia de la Primera Guerra Mundial
- Cronologia del moviment afroamericà pels Drets Civils
- Cronologia de la història dels Estats Units (1930-1949)
- Cronologia de les obres de Shakespeare

### Ciències exactes i naturals
Línies de temps també s'utilitzen en el món les ciències per a subjectes com Astronomia, biologia i geologia.
Exemples:
- Taula cronològica de l'evolució
- Taula dels temps geològics
- Cronologia del big-bang
- Cronologia de la química

### Gestió de projectes
Un altre tipus de línia de temps s'utilitza per a la gestió de projectes. En aquests casos, els terminis s'utilitzen per ajudar els membres de l'equip per saber quines metes s'han aconseguit i en quin temps. Per exemple, en establir una línia de temps del projecte en la fase d'execució del cicle de vida d'un sistema informàtic.

## Usos de l'escala de temps
L'escala de temps es pot utilitzar en qualsevol tipus d'aplicació, depenent del tema i les dades. La majoria de línies de temps utilitzen una escala lineal, on una unitat de distància 

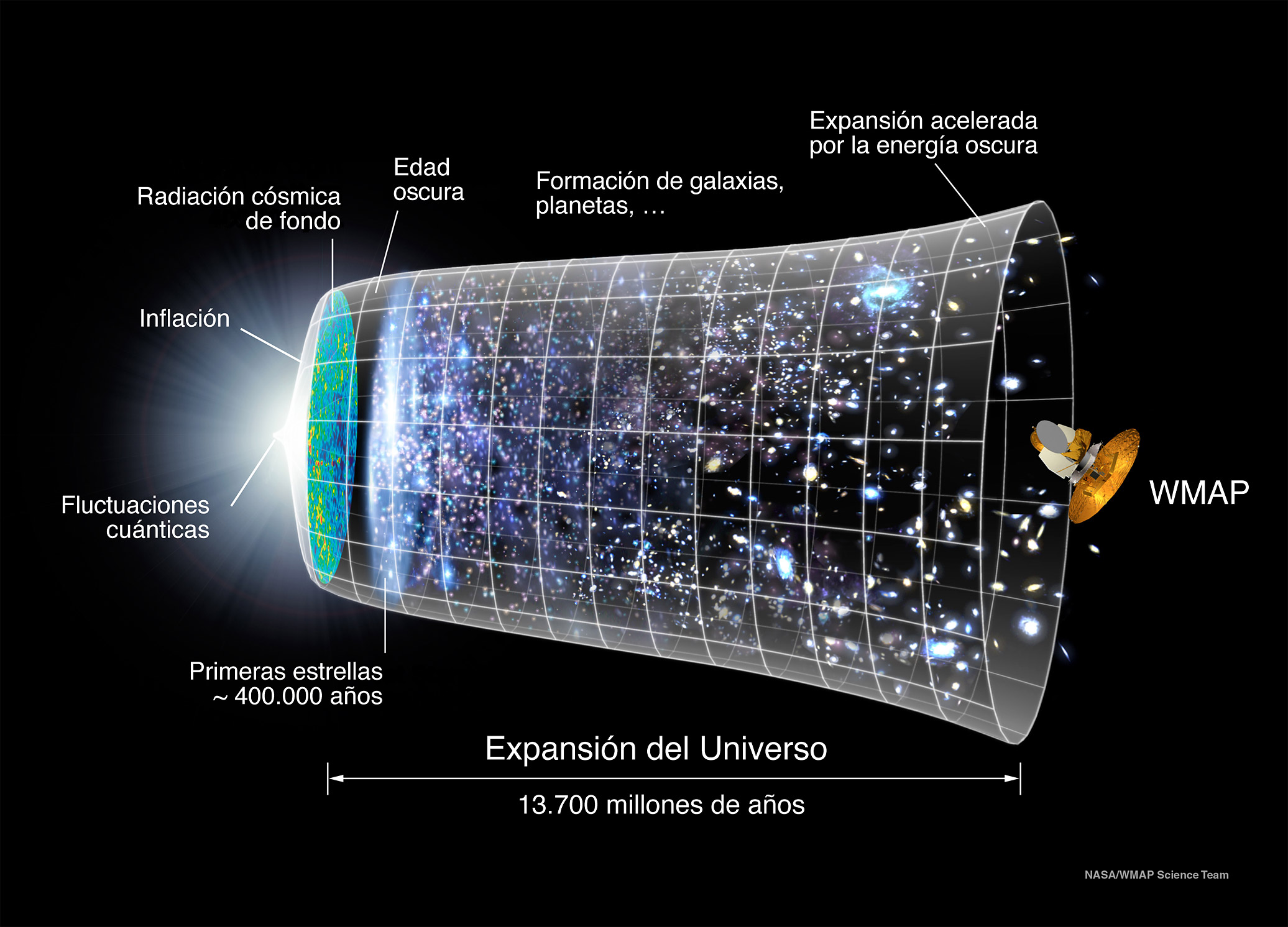
Mapa del Fons Còsmic de Microones (CMB) del Plank Space Observatory

és igual a una quantitat determinada de temps. L'escala de temps depèn dels esdeveniments en la línia de temps. Una línia de temps de l'evolució pot ser a través de milions d'anys, mentre que una línia de temps sobre els atemptats de l'11 de setembre de 2001 pot tenir lloc en qüestió de minuts. Encara que la majoria de línies de temps utilitzen una escala de temps lineal, per lapses molt grans o petits, s'utilitza una escala logarítmica per representar el temps.

## Tipus de línies de temps

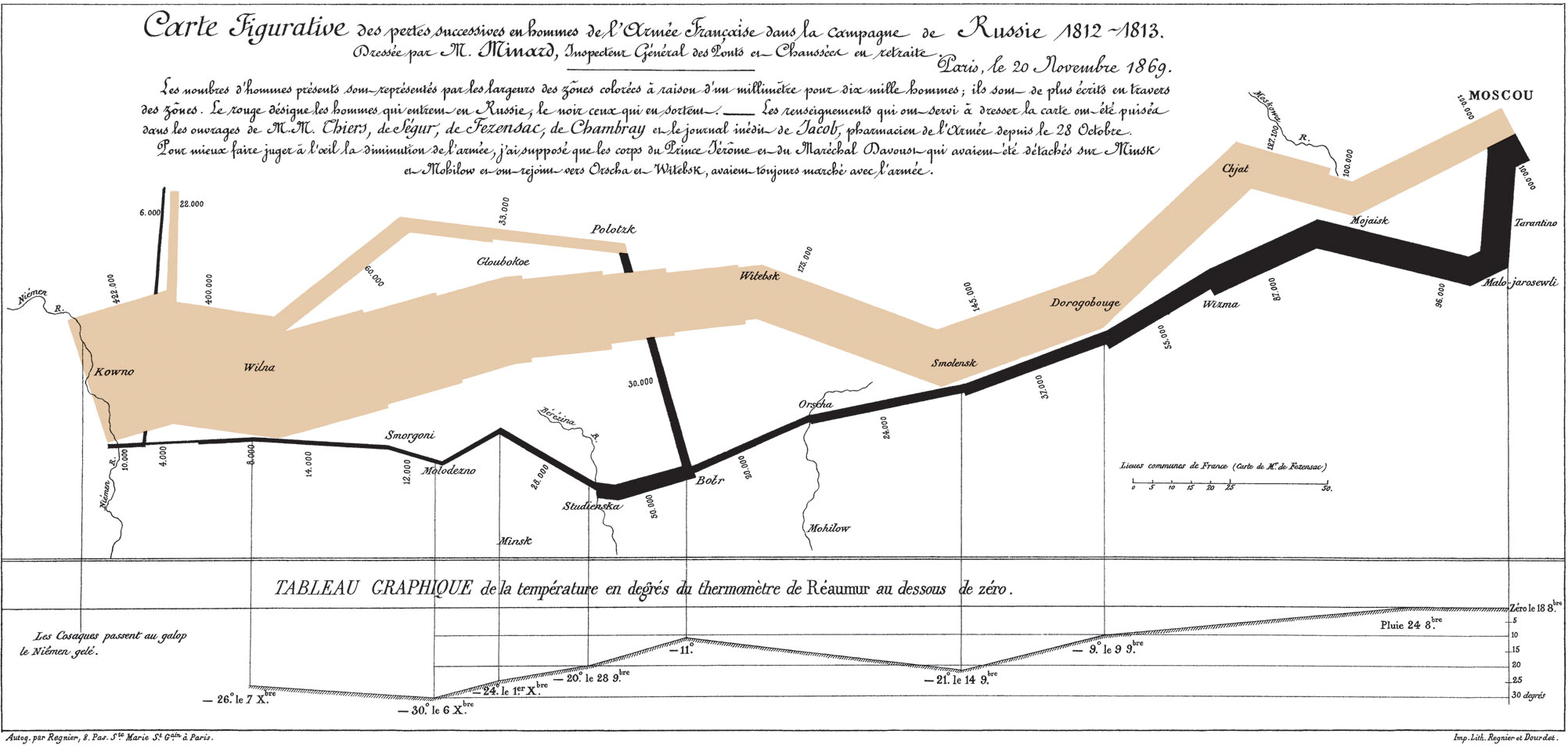
Informació gràfica de la marxa de Napoleó de Charles Minard

Hi ha molts mètodes de visualització de línies de temps. Històricament, els terminis eren imatges estàtiques, i en general dibuixats o impresos en paper. Les línies de temps es basen en gran manera en el disseny gràfic, i l'habilitat de l'artista per visualitzar les dades.
El mapa de Minard de (1861) de la invasió de Rússia per Napoleó és un exemple d'una línia de temps no estàndard que també utilitza la geografia com a part de la visualització.
Les línies de temps, ja no estan limitades per l'espai anterior i les limitacions funcionals, ara són digitals i interactives, generalment, creades amb programes informàtics.

## Eines per crear línies de temps
Hi ha programes i aplicacions gratuïtes a Internet com Timetoast, Rememble, TimeRime, Timeglider, fàcils d'emprar i amb tutorials disponibles per crear línies de temps digitals.
Timetoast: De visualització clàssica, el Timetoast presenta unes línies de temps amb punts que, al passar-hi per damunt amb el ratolí, mostren textos i imatges. De la mateixa manera que ho fa Capzles, Timetoast també permet compartir els continguts creats mitjançant xarxes socials. A més de la presentació habitual de la línia de temps, també ofereix la visualització en forma de taula, amb dates i text, més pràctica quan els textos a mostrar són més extensos.
Capzles: Aquesta aplicació disposa de diverses opcions per compartir el contingut: Facebook, Twitter, Delicious, correu electrònic i també es pot penjar en una pàgina web o blog.
Rememble: Semblant a Capzales però de caràcter més informal, aquesta eina permet crear línies de temps interactives amb text, vídeo i fotografies. El seu punt fort és que facilita la feina en equip: és possible crear línies de temps entre dues o més persones simultàniament.
Dipity: Un altre servei per crear línies de temps amb fitxes que s'expandeixen al clicar-hi al damunt, i que també permeten incloure-hi imatges, text i fins i tot mapes. Els usuaris registrats de Dipity també poden deixar comentaris a continguts creats per altres usuaris. Inclou l'opció de compartir línies de temps al lloc web Digg.
TimeRime: De disseny sobri, permet integrar el contingut a una pàgina personal, compartir l'enllaç i imprimir la línia de temps des del navegador, sense haver de guardar-la a l'ordinador.
Timeglider: Té força semblances amb Timetoast, sobretot pel que fa al tall clàssic de la seva interfície. Les línies de temps que es poden fer també són clàssiques: dates, períodes, símbols i fitxes explicatives són els elements més habituals. Resulta senzill integrar la línia de temps en una pàgina web o compartir-la mitjançant l'enllaç URL.
Histropedia: permet mostrar esdeveniments històrics extraient dades de Wikidata i Viquipèdia i traça esdeveniments en una línia de temps. Quan es presenta un esdeveniment a la línia de temps, la informació relacionada, com ara vídeos de YouTube, mencions a Twitter i llibres sobre temes similars d'Amazon, es poden veure disponibles en un quadre emergent.